# الطرق في المغرب
الطرق في المغرب هي الوسيلة الأساس للتنقل حيث تؤمن أكثر من 90% من تنقلات الأشخاص، وأكثر من 70% من نقل البضائع بالمغرب، وتمثل أنشطة النقل الطرقي 6% من الناتج الداخلي الخام وتشغل حوالي 10% من الساكنة النشيطة بالوسط الحضري.
إلى غاية سنة 2021، يتوفر المغرب على شبكة طرقية مصنفة يبلغ طولها 57334 كلم، منها 44215 معبدة (77%) وهي موزعة كالتالي: 13683 كلم من الطرق الوطنية، 9813 كلم من الطرق الجهوية، 20719 كلم من الطرق الإقليمية. كما يتوفر المغرب على شبكة من الطرق السيارة يبلغ طولها 1800 كلم.

## تاريخ
في فاتح فبراير 1990 (4 رجب 1410) صدر المرسوم رقم 2.83.620 المتعلق بطرق المواصلات، وقد قام بتحديد الطرق التي تتكفل الدولة ببنائها وصيانتها في 3 أصناف، وهي:
- الشبكة الوطنية (الطرق الوطنية / الطرق السيارة): وتعتبر صلة وصل بين أهم مراكز البلاد وتشكل منفذا لباقي البلدان المجاورة.

- الشبكة الجهوية (الطرق الجهوية): تصل المراكز المتوسطة الأهمية بالشبكة الوطنية.

- الشبكة الإقليمية (الطرق الإقليمية): تصل المراكز الصغرى بالشبكة الوطنية والجهوية.

كما حدد هذا المرسوم طرق المواصلات التي تتكفل الجماعات ببنائها وصيانتها ضمن الشبكة الجماعية (الطرق الجماعية)، وتتكفل الجماعات المحلية المعنية بأجزاء الطرق الوطنية والجهوية والإقليمية الواقعة داخل نفوذها. كما يمكن للسلطة الحكومية المكلفة بالأشغال العمومية بطلب من هذه الجماعات أن تشارك في تمويل أشغال البناء والصيانة عندما تبرر ذلك.
وشهدت الشبكة الطرقية بالمغرب خلال السنوات الأخيرة، تطورا مهما من حيث الطول الإجمالي، الذي ناهز خلال سنة 2016 حوالي 43 ألف و328 كيلومترا من الطرق المعبدة، مقابل 29 ألف و310 كلم سنة 1990، أي بزيادة بلغت 48 في المئة، وكذا من حيث مستوى الخدمة عبر التدخلات المستمرة الرامية إلى تحسين حالة القارعة وتوسعة الطرق بجل أصنافها، إضافة إلى النمو الملموس للطرق السريعة التي بلغ طولها 1334 كلم سنة 2020 وتوجد حاليا 739 كلم من الطرق السريعة في طور الإنجاز.

## الشبكة الطرقية

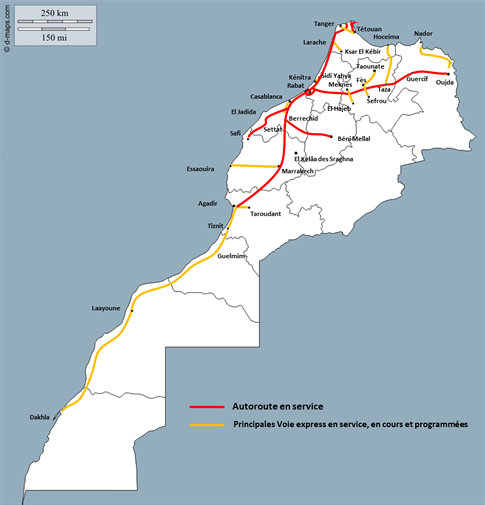
خريطة تُوضح الطرق السيارة في المغرب باللون الأحمر والطرق السريعة التي أنجزت أو في طور الإنجاز باللون البرتقالي

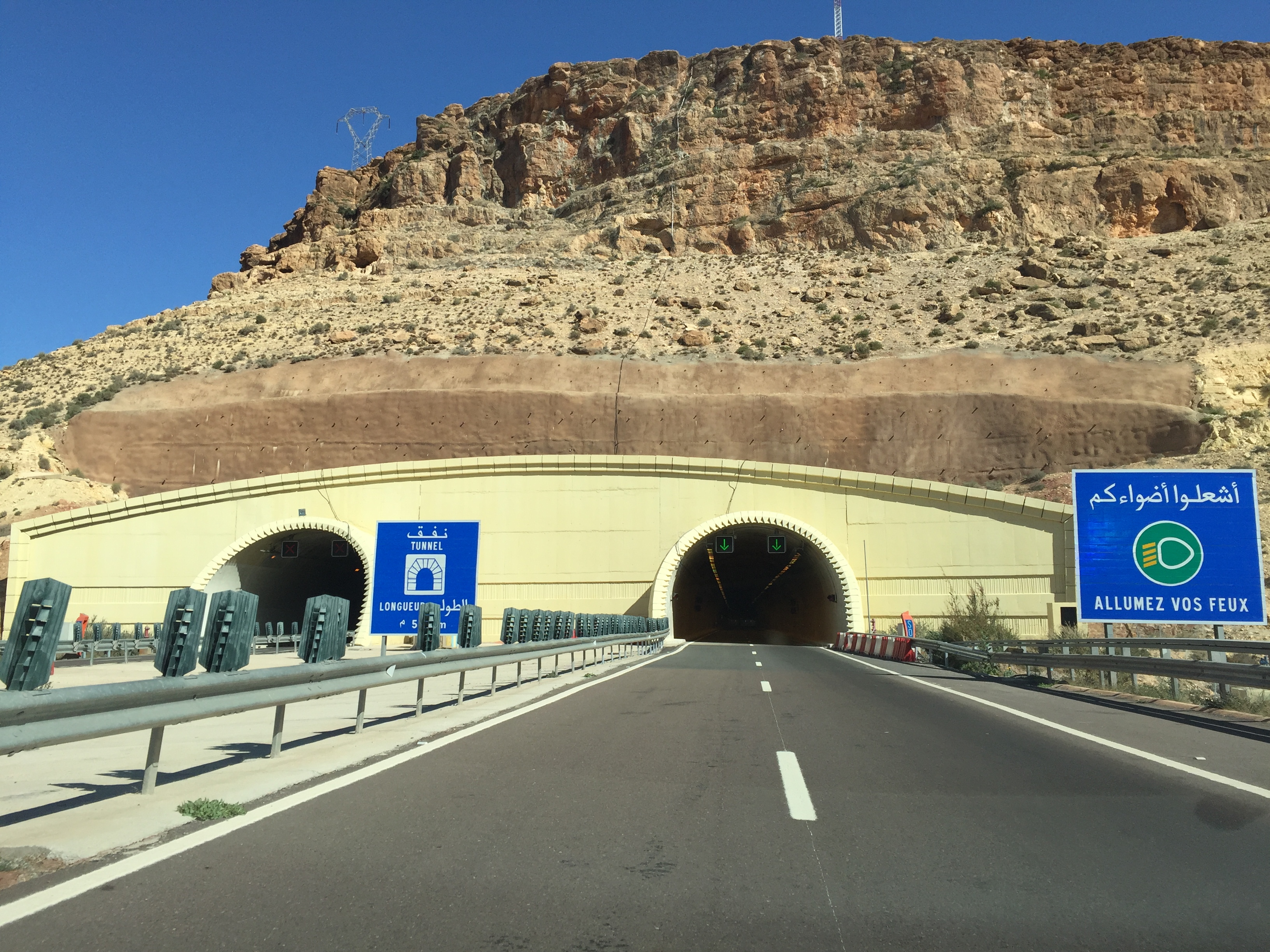
يُعتبر نفق أيت ملال الموجود في الطريق السيار بين مراكش وأكادير، أول نفق ينجز على شبكة الطرق السيارة بالمغرب. ويضم هذا النفق ممرين بشكل متواز، تنتصب أجزاؤه على عرض حر يبلغ 10 أمتار، وعلو 5.50 أمتار.

### الطرق السيارة
عرفت شبكة الطرق السيارة في المغرب توسعاً ملحوظاً، وتطورت بشكل كبير حيث إنتقلت من 1437 كلم في سنة 2011 إلى 1800 كلم في سنة 2016. وحالياً فإن 60% من سكان المغرب مرتبطون بصفة مباشرة بطريق سيار، كما أن كل المدن التي تضم أكثر من 300 ألف مواطن مرتبطة بشبكة الطرق السيارة.
قائمة الطرق السيارة:
- الطريق السيار الرباط - آسفي (A1)
- الطريق السيار الرباط - وجدة (A2)
- الطريق السيار الدار البيضاء - أكادير (A3)
- الطريق السيار برشيد - بني ملال (A4)
- الطريق السيار طنجة المتوسط - الرباط (A5)
- الطريق السيار الفنيدق - تطوان (A7)

قائمة الطرق السيارة التي لازالت في طور الإنجاز:
- الطريق السيار كرسيف - الناظور

### الطرق السريعة

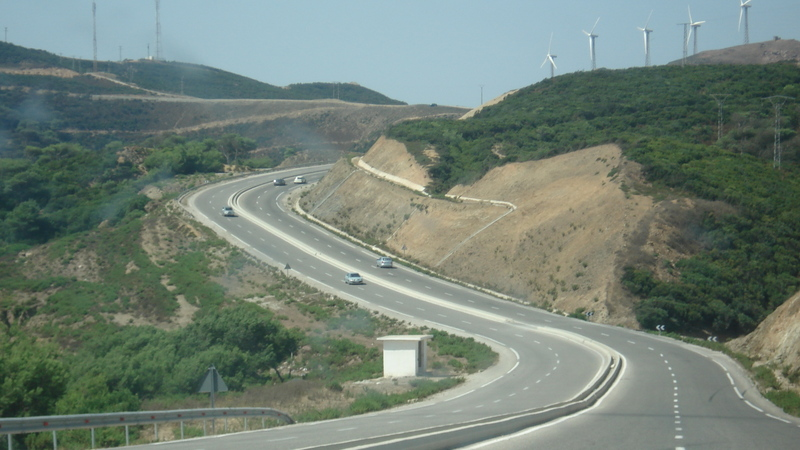
الطريق السريع الرابط بين الفنيدق وميناء طنجة المتوسط

الطرق السريعة في المغرب هو الاسم الذي يطلق على الطرق التي يتم تثنيتها إلى طريقين، ويتم تثنية الطرق الوطنية أو الجهوية أو الإقليمية التي تعرف حركة كبيرة، وجميع الطرق السريعة مجانية بدون رسوم، أما السرعة القصوى على جميع شبكة الطرق السريعة لا تتجاوز 100 كلم في الساعة.
قائمة الطرق السريعة:
- طريق البحرين في طنجة (23 كلم)
- الطريق الدائري رقم 9 في طنجة (7 كلم)
- الطريق الدائري رقم 2 في الرباط (8 كلم)
- الطريق الدائري الجنوب غربي للدار البيضاء (8 كلم)
- N1
 الطريق السريع العرائش - القصر الكبير (27 كلم)
- N1
 الطريق السريع القنيطرة - سلا (30 كلم)
- N1
 الطريق السريع تغزوت - تيزنيت (120 كلم)
- N1
 الطريق السريع تيزنيت - الداخلة (1055 كلم)
- N2
 الطريق السريع طنجة - تطوان (47 كلم)
- N2
 الطريق السريع سلوان - وجدة (124 كلم)
- N2
 الطريق السريع أجدير - كسيطة (50 كلم)
- N6
 الطريق السريع الرباط - سيدي علال البحراوي (23 كلم)
- N10
 الطريق السريع أكادير - تارودانت (64 كلم)
- N13
 الطريق السريع المضيق - تطوان (10 كلم)
- N13
 الطريق السريع مكناس - الحاجب (28 كلم)
- N15
 الطريق السريع بني انصار - العروي (34 كلم)
- N16
 الطريق السريع تطوان - القصر الصغير (62 كلم)
- N29
 الطريق السريع تازة - كسيطة (98 كلم)
- 207
 الطريق السريع شيشاوة - الصويرة (124 كلم)
- 313
 الطريق السريع المحمدية - بنسليمان (24 كلم)
- 315
 الطريق السريع الدار البيضاء - مديونة (17 كلم)
- 320
 الطريق السريع الدار البيضاء - سيدي رحال شعتي (40 كلم)
- 322
 الطريق السريع الدار البيضاء - المحمدية (28 كلم)
- 503
 الطريق السريع فاس - صفرو (32 كلم)
- 1714
 الطريق السريع أكادير - تارودانت (64 كلم)
- 4016
 الطريق الدائري رقم 1 الرباط (24 كلم)
- 5211
 الطريق السريع الحسيمة - أجدير (7 كلم)
- 6000
 الطريق السريع أحفير - السعيدية (20 كلم)

قائمة الطرق السريعة التي لازالت في طور الإنجاز:
- N8
 الطريق السريع فاس - تاونات (71 كلم)

### الطرق القروية
تعطي وزارة التجهيز والنقل واللوجيستيك والماء أهمية كبيرة لإنجاز الطرق القروية، ويتجلى ذلك في عدة برامج أطلقتها الوزارة ومنها برنامج تقليص الفوارق الترابية والاجتماعية في العالم القروي، والبرنامج الوطني للطرق القروية، وبرنامج التأهيل الترابي، وتهدف هذه البرامج إلى فك العزلة عن الساكنة القروية، وتقليص الفوارق بين المناطق، والنهوض بالمؤهلات الاقتصادية والثقافية والبيئية بالعالم القروي.

## السلامة الطرقية

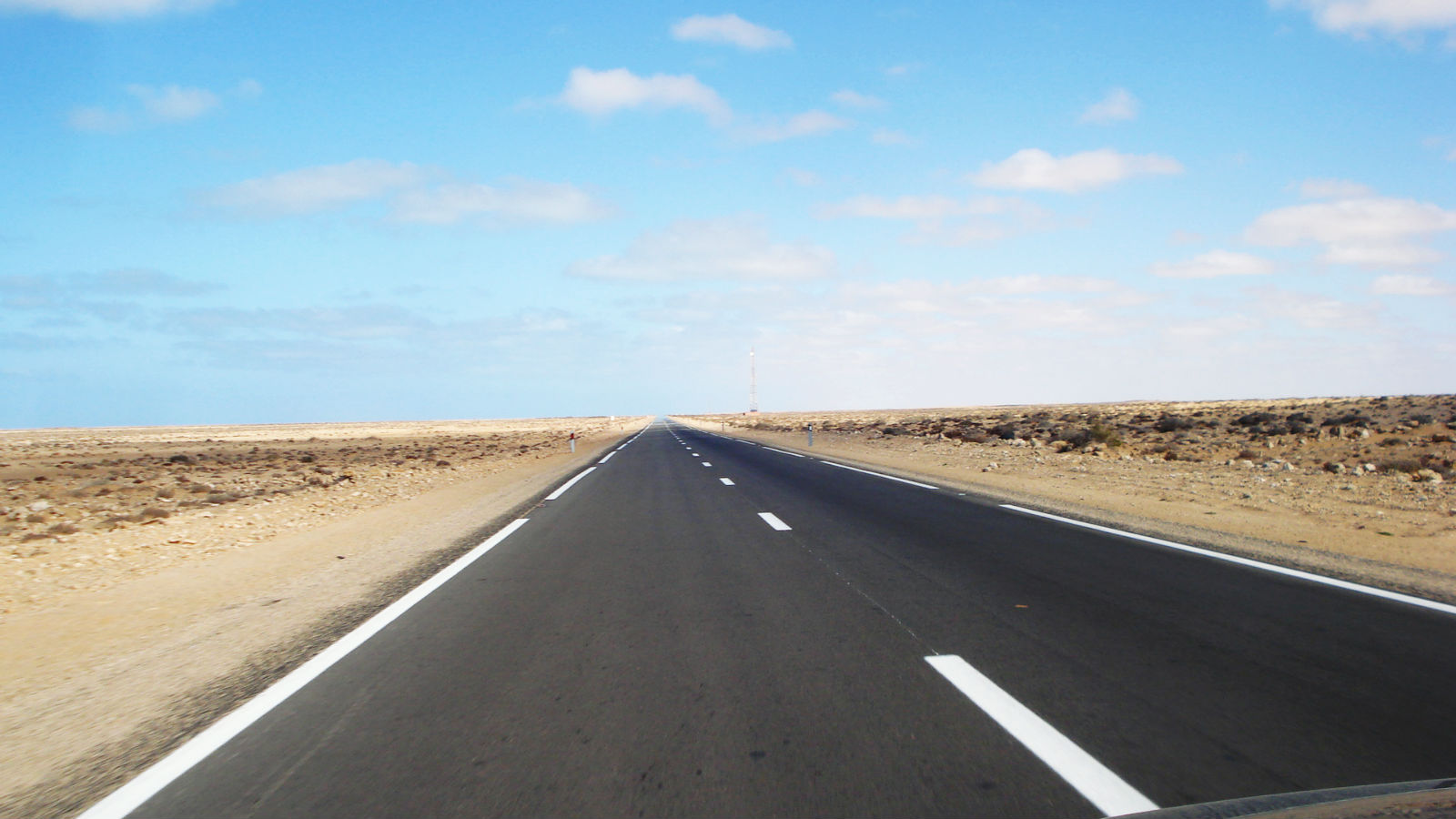
حسب إحصائيات وزارة التجهيز والنقل واللوجيستيك والماء لسنة 2017 لجميع الشبكة الطرقية في المغرب، فقد تم تسجيل:375 89 حادثة سير خلال سنة 2017،
نتج عنها: 3726 قتلى،
و011 130 جرحى.

في المغرب، تم إقرار يوم 18 فبراير من كل سنة يوماً وطنياً للسلامة الطرقية للتحسيس بأهمية وجدية الموضوع، وموعداً سنوياً للوقوف على المجهودات التي تم بذلها من طرف مختلف الشركاء طيلة السنة للحد من ظاهرة تصاعد حوادث السير.
ومن بين الإجراءات الأخرى التي تم إتخادها لتحسين السلامة الطرقية:
- إدراج الدراجات الثلاثية العجلات والرباعية العجلات في مجال تدخل مدونة السير على الطرق
- تعزيز فرق المراقبة الطرقية التابعة لوزارة التجهيز والنقل واللوجيستيك والماء بالموارد البشرية وسيارات جديدة
- المراقبة الأوتوماتيكية للسرعة، من خلال زيادة عدد الردارات الأوتوماتيكية
- إقتناء وتجديد معدات مراقبة السرعة لفائدة الدرك الملكي والأمن الوطني
- إلغاء ممرات السكك الحديدية المتقاطعة مع الطرق
- تكوين السائقين المهنيين

## المؤسسات
قائمة المؤسسات التي تُشرف على الطرق والنقل الطرقي في المغرب:
- وزارة التجهيز والنقل واللوجستيك والماء
- الوكالة الوطنية للسلامة الطرقية
- الشركة الوطنية للطرق السيارة
- الدرك الملكي
- الأمن الوطني

## وصلات خارجية
- تسميات علامات السير على الطرق في المغرب